# تيت (متحف)

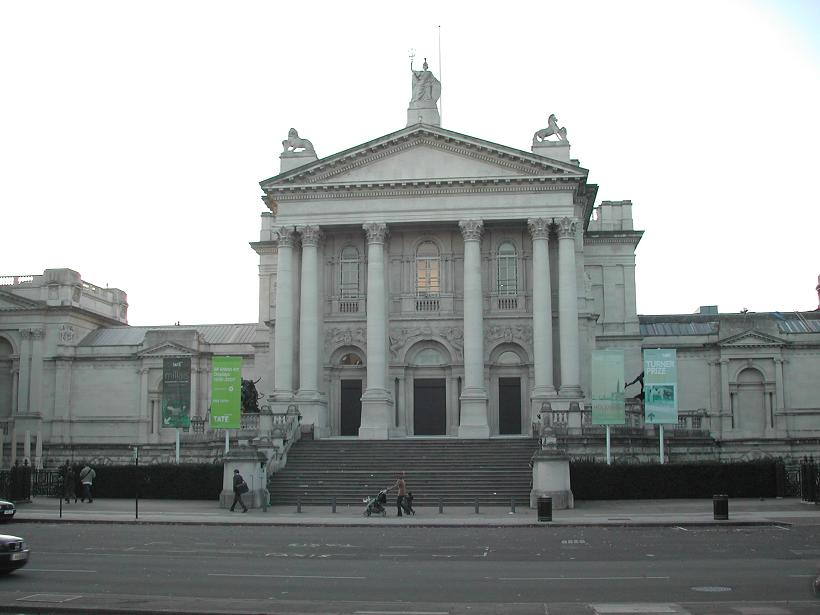
تيت بريطانيا

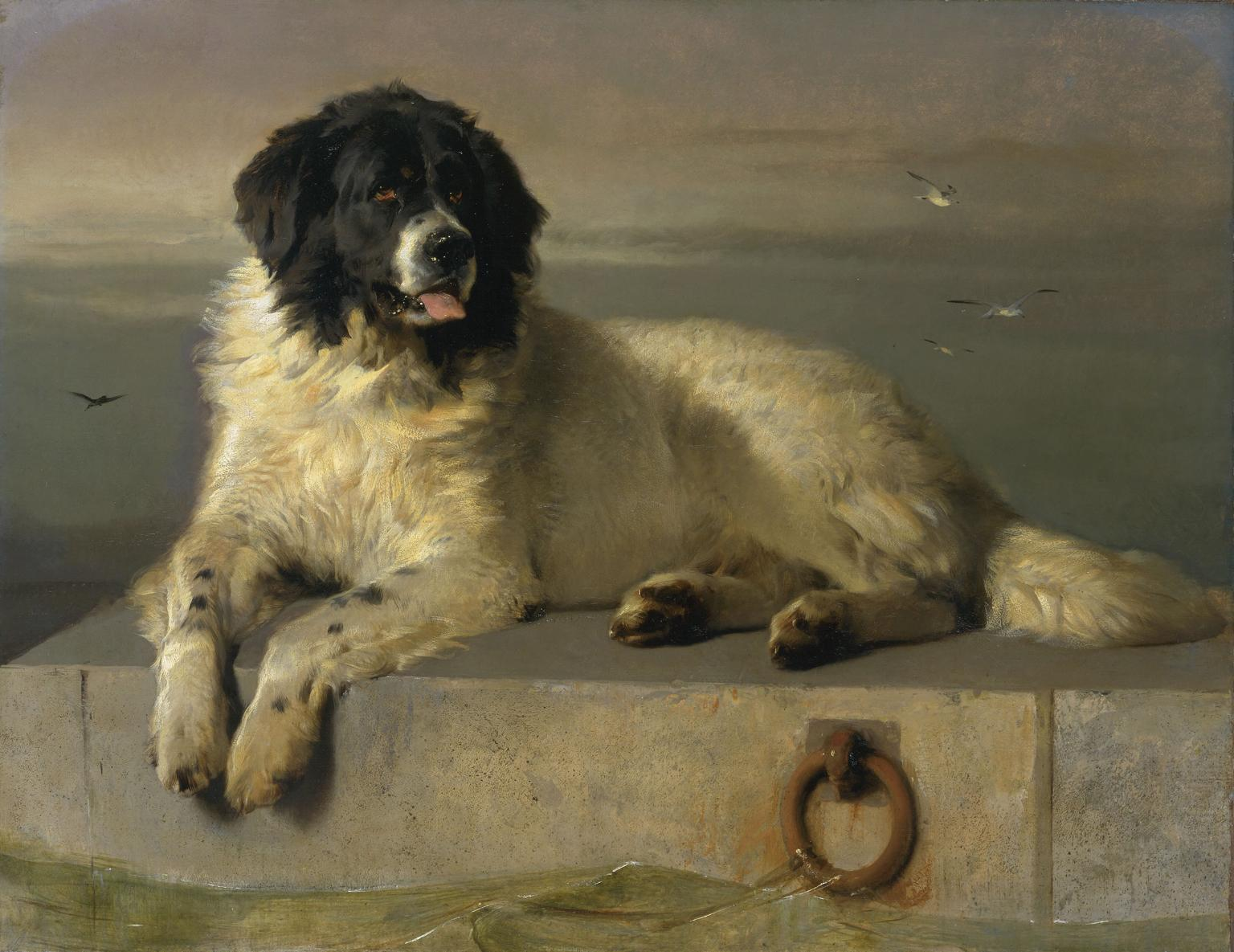
عضو متميز في المجتمع البشري بريشة السير إدوين هنري لاندسير 1831. متحف تيت.

تيت بريطانيا (بالإنجليزية: Tate Britain) وهو متحف مخصص للفنون في مدينة لندن تأسس المتحف في سنة 1897 والذي عرف بأسم المتحف الوطني للفن البريطاني ومن ثم أصبح تيت بريطانيا في عام 2000.

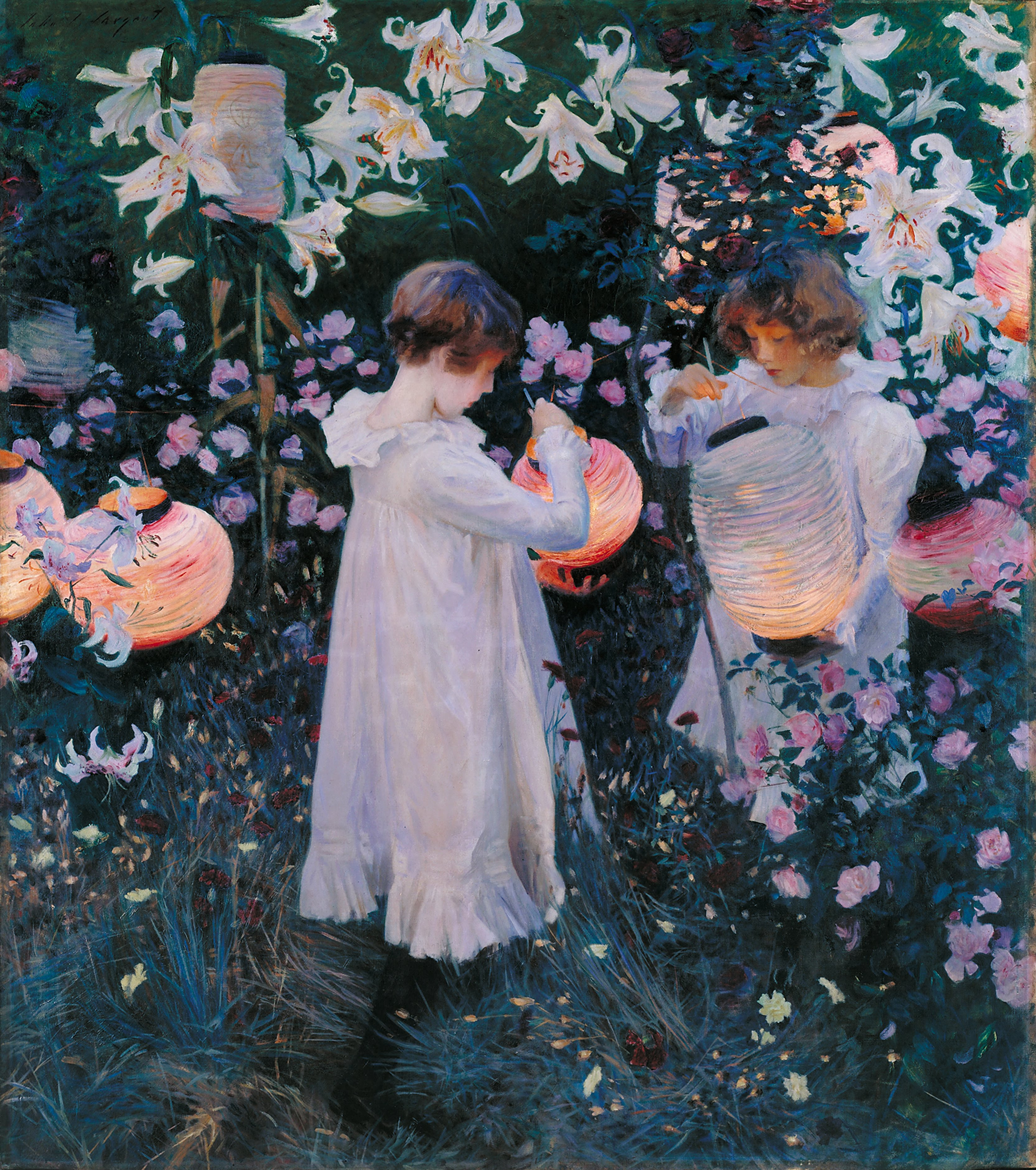
قرنفل، زنبق، زنبق، ورد بريشة جون سينجر سارجنت بين 1885-1886. عرضت وما تزال تعرض في متحف تيت مذ عام 1897.

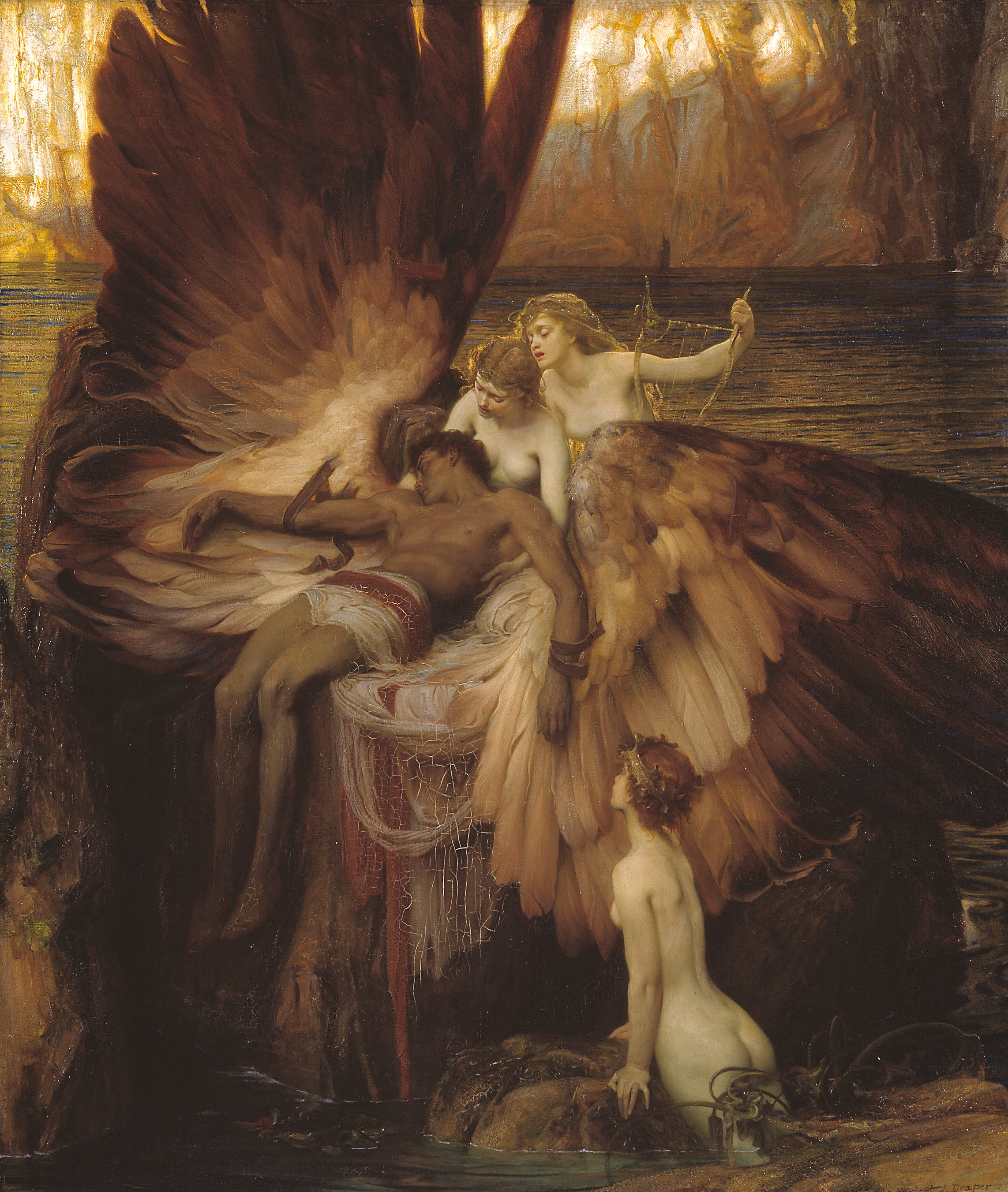
رثاء إيكاروس لوحة بريشة هربرت جيمس درابر متحف تيت في لندن ، المملكة المتحدة.

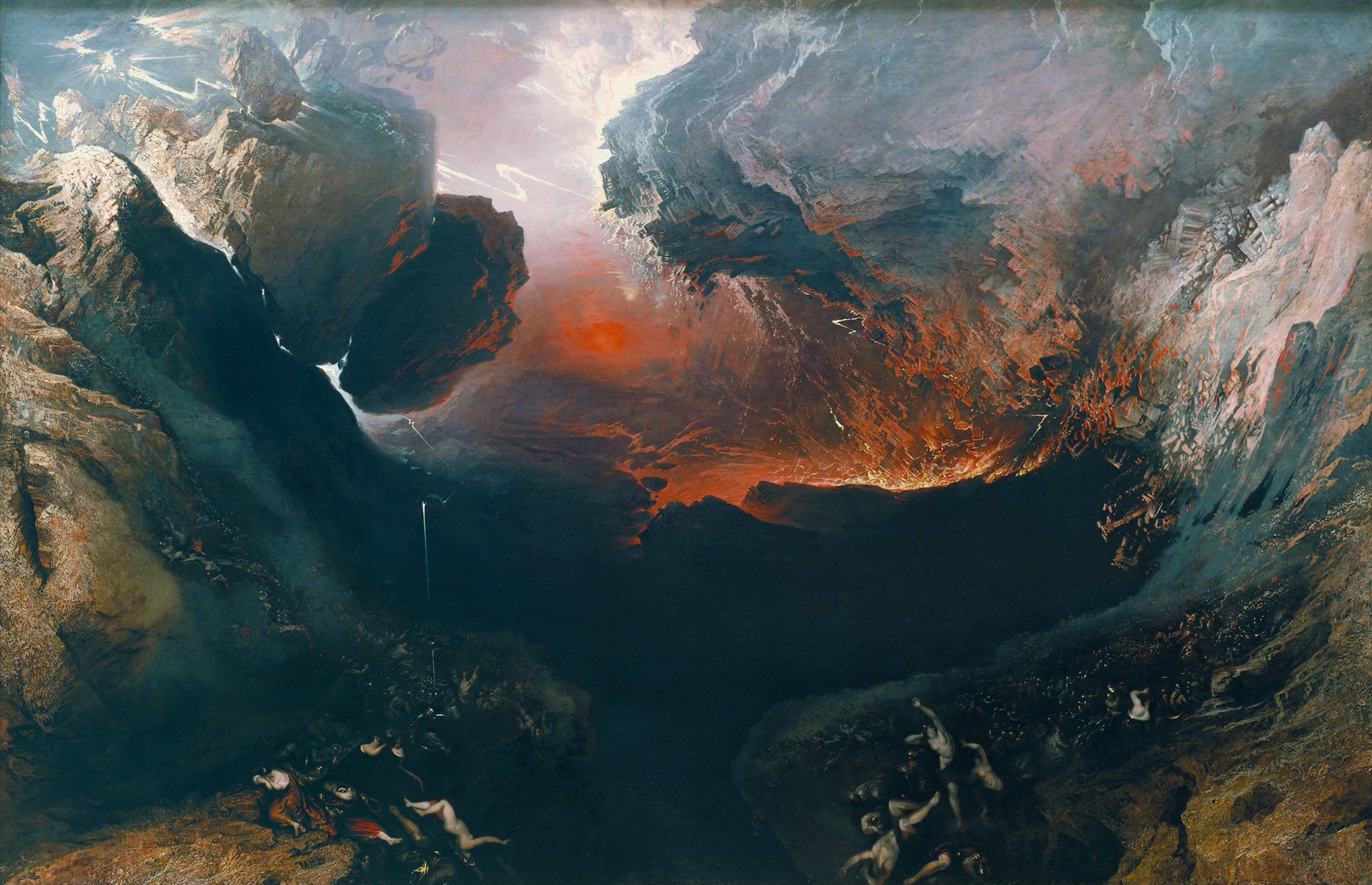
يوم غضبه العظيم بريشة الرسام الإنجليزي جون مارتن تصور يوم القيامة. ضمن مجموعة تيت ، لندن

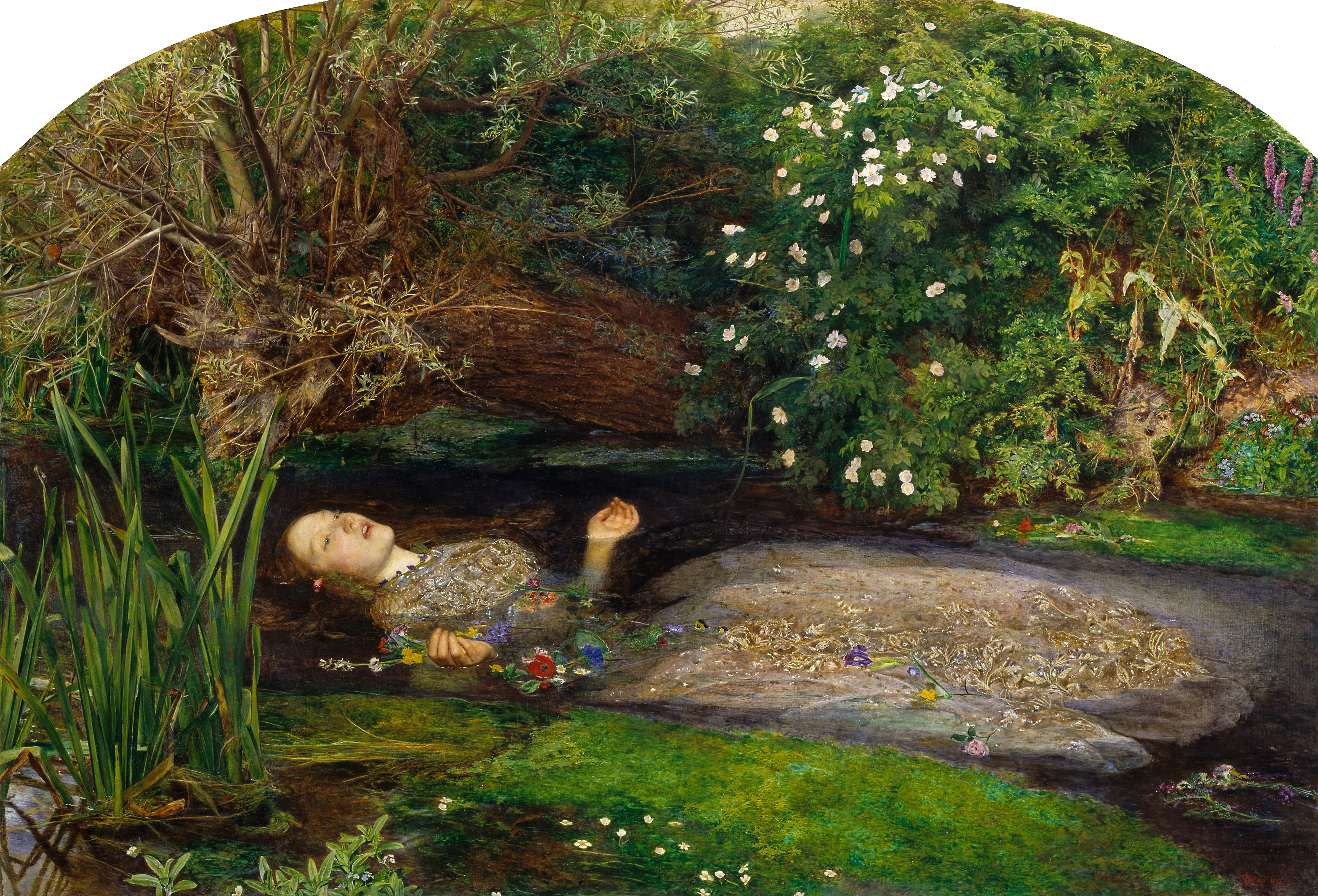
أوفيليا بريشة السير جون إيفريت ميليه. مجموعة تيت في لندن

تيت مودرن
تيت ليرفربول
تيت سانت ايفس
كرونول